# تورکویچی، پاله
تورکویچی، پاله (بوسنیایی: Turkovići (Pale)) یک منطقهٔ مسکونی در بوسنی و هرزگوین است که در Pale-Prača واقع شده‌است.